# Мункельт, Томас
Томас Мункельт (нем. Thomas Munkelt; род. 3 августа 1952, Борна, Лейпциг) — восточногерманский спринтер (барьерный бег), чемпион и призёр чемпионатов и Кубков Европы и мира, чемпион летних Олимпийских игр 1980 года в Москве, участник двух Олимпиад, многократный рекордсмен Европы.

## Карьера
Бронзовый призёр летней Универсиады 1973 года в Москве в беге на 110 м с барьерами. Чемпион Европы 1978 года в беге на 110 м с барьерами. Серебряный призёр чемпионата Европы 1982 года в эстафете 4×100 метров. Чемпион (1977—1979) и бронзовый призёр (1973) чемпионатов Европы в помещении в беге на 60 м с барьерами. Чемпион (1977, 1979, 1983), серебряный (1975) и бронзовый (1973) призёр Кубков Европы в беге на 110 м с барьерами. Бронзовый призёр соревнований по лёгкой атлетике «Дружба-84» в Москве. Победитель (1977) и серебряный призёр (1979) Кубков мира в беге на 110 м с барьерами.
В 1976 году на летней Олимпиаде в Монреале Мункельт был пятым в беге на 110 м с барьерами. На следующей Олимпиаде в Москве он стал первым в этой дисциплине. Также выступил в эстафете 4×100 метров, где команда ГДР заняла пятое место.